# Kristína Schmiedlová
Kristína Schmiedlová (ur. 6 sierpnia 1997) – słowacka tenisistka, reprezentantka kraju w Pucharze Federacji.
W przeciągu swojej kariery wygrała jeden singlowy turniej rangi ITF. Najwyżej w rankingu WTA była sklasyfikowana na 412. miejscu w singlu (13 lipca 2015) oraz na 507. miejscu w deblu (25 kwietnia 2016).
W roku 2014 osiągnęła finał juniorskich rozgrywek singlowych podczas Wimbledonu. Uległa wówczas jedynie Łotyszce Jeļenie Ostapenko 6:2, 3:6, 0:6.
Jej starsza siostra Anna Karolína także jest tenisistką.

## Wygrane turnieje rangi ITF
| turnieje z pulą nagród 100 000 $ |
| turnieje z pulą nagród 75 000 $  |
| turnieje z pulą nagród 50 000 $  |
| turnieje z pulą nagród 25 000 $  |
| turnieje z pulą nagród 15 000 $  |
| turnieje z pulą nagród 10 000 $  |

### Gra pojedyncza
|    | Data       | Turniej          | Naw.    | Przeciwniczka   | Wynik    |
| 1. | 23/11/2014 | Antalya          | Ceglana | Irina Bara      | 6:3, 6:2 |
| 2. | 01/03/2015 | Marsa al-Kantawi | Twarda  | Tereza Malikova | 7:5, 6:2 |

## Finały juniorskich turniejów wielkoszlemowych

### Gra pojedyncza (1-0)
| Końcowy wynik | Rok  | Turniej   | Nawierzchnia | Przeciwniczka    | Wynik finału  |
| Finalistka    | 2014 | Wimbledon | Trawiasta    | Jeļena Ostapenko | 6:2, 3:6, 0:6 |